# Jane Fonda
Jane Seymour Fonda (sinh ngày 21 tháng 12 năm 1937) là một nữ diễn viên, nhà văn, nhà hoạt động xã hội, cựu người mẫu thời trang người Mỹ. Bà đã 2 lần đoạt giải giải Oscar. Năm 2014, Bà vinh dự được trao giải Thành tựu trọn đời của Viện Điện ảnh Mỹ.
Fonda bắt đầu sự nghiệp bằng một vai diễn đầu tay ở Broadway năm 1960 mang tên "There Was a Little Girl" và nhận được giải Tony đầu tiên trong 2 đề cử. Cùng năm đó, bà lần đầu xuất hiện trên màn ảnh lớn trong bộ phim Tall Story. Danh tiếng của bà ngày một vang xa trong suốt thập niên 1960, tham gia nhiều bộ phim như: Period of Adjustment (1962), Sunday in New York (1963), Cat Ballou (1965), Barefoot in the Park (1967) và Barbarella (1968). Người chồng đầu tiên của bà là đạo diễn Roger Vadim. Bà từng 7 lần được đề cử giải Oscar danh giá, lần đầu tiên trong They Shoot Horses, Don't They (1969). Sau đó thắng 2 giải ở hạng mục Diễn viên chính xuất sắc nhất trong phim Klute (1971) và Coming Home (1978). Một số đề cử khác trong Julia (1977), The China Syndrome (1979), On Golden Pond (1981) và The Morning After (1986). Bà cũng giành được giải giải Emmy cho bộ phim truyền hình The Dollmaker (1984), 2 giải BAFTA cho phim Julia và The China Syndrome và 4 giải Quả cầu vàng.
Năm 1982, Bà phát hành video thể dục dụng cụ đầu tiên mang tên Jane Fonda's Workout, trở thành video bán chạy nhất mọi thời đại. Nó là video đầu tiên trong tổng số 22 video thể dục dụng cụ được Bà phát hành trong suốt 13 năm đạt ngưỡng 17 triệu bản. Sau khi chia tay hôn phu thứ 2 là Tom Hayden, Bà kết hôn với tỷ phú truyền thông Ted Turner vào năm 1991 và tuyên bố giã từ sự nghiệp diễn xuất. Ly dị với Turner vào năm 2001, Bà trở lại diễn xuất sau 15 năm vắng bóng với phim hài Monster in Law (2005), và những bộ phim sau này như: Georgia Rule (2007), The Butler (2013) and This Is Where I Leave You (2014). Năm 2007, Bà trở lại với sân khấu Broadway sau hơn 45 năm vắng bóng với vở kịch 33 Variations, mang về cho bà thêm 1 đề cử giải Tony. Bà cũng tham gia vào series phim truyền hình của HBO mang tên The Newsroom (2012-2014) và giành được 2 đề cử Emmy. Phát hành thêm 5 đĩa thể dục dung cụ khác trong giai đoạn 2010-2012.
Fonda là một nhà hoạt động chính trị hữu hình trong kỷ nguyên phản văn hóa trong Chiến tranh Việt Nam. Bà được chụp ảnh đang ngồi trên một khẩu súng phòng không của miền Bắc trong chuyến thăm Hà Nội năm 1972, trong thời gian đó bà có được biệt danh "Jane Hà Nội". Ngoài ra Bà còn tham gia phản đối chiến tranh ở Irad, bạo lực đối với phụ nữ, và bảo vệ nữ quyền. Năm 2005, Fonda cùng với Robin Morgan và Gloria Steinem đồng sáng lập ra Women's Media Center, một tổ chức nêu cao tiếng nói của người phụ nữ qua các phương tiện truyền thông, Bà hiện vẫn đang làm việc trong hội đồng quản trị của tổ chức này. Fonda xuất bản cuốn tự truyện đầu tiên vào năm 2005. Năm 2011, Bà xuất bản một cuốn hồi ký thứ hai, Prime Time.

## Tiểu sử
Jayne Seymour Fonda sinh ngày 21 tháng 12 năm 1937, tại thành phố New York, là con gái của nam diễn viên Henry Fonda và nhà hoạt động xã hội người Cannada Frances Ford Brokaw, nhũ danh Seymour. Theo lời kể của Bà, họ của họ đến từ một tổ tiên người Ý di cư đến Hà Lan vào những năm 1500. Ở đây, họ bắt đầu kết hôn và sử dụng tên tiếng Hà Lan. Tổ tiên đầu tiên của Jane Fonda đến New York sinh sống vào năm 1650. Bà cũng mang ba dòng máu là Anh, Scotland và Pháp. Bà được đặt theo tên người vợ thứ ba của vua Henry VIII, Jane Seymour, người được cho là họ hàng xa bên mẹ bà. Bà cũng có một em trai, Peter, cũng là một diễn viên, một em gái cùng mẹ khác cha, Frances de Villers Brokaw, có con gái là Pilar Corrias, chủ sở hữu của Pilar Corrias Gallery ở London. Vào ngày 14 tháng 4 năm 1950, khi Fonda 12 tuổi, mẹ Bà đã tự tử trong quá trình điều trị bệnh tâm thần. Cũng trong năm đó, Cha của Bà kết hôn với Susan Blanchard (sinh năm 1928), cuộc hôn nhân này kết thúc sau 9 năm chung sống. Năm 15 tuổi, Fonda học múa tại Fire Island Pines, New York. Bà tham gia học viện Greenwich tại Greenwich, Connecticut.
Fonda từng học tại Willard Emma ở Troy, New York và trung học Vassar ở Poughkeepsie, lúc đó Bà chỉ là một nữ sinh bình thường. Trước khi bắt đầu sự nghiệp diễn xuất của mình, Fonda là một người mẫu, từng gương mặt đại diện trang bìa của Vogue ba lần.

## Sự nghiệp diễn xuất
Fonda bắt đầu có hứng thú với diễn xuất từ năm 1954 khi xuất hiện cùng với cha của bà tại một buổi diễn từ thiện The Country Girl, tại Omaha Community Playhouse. Sau khi nghỉ học tại Vassar. Bà chuyển đến Paris trong 2 năm để học diễn xuất. Sau khi trở về Mỹ năm 1958, Bà gặp được Lee Strasberg, chính lần gặp gỡ này đã thay đổi cuộc đời Bà. Fonda đã từng nói rằng: "Tôi đã đến Actors Studio và Lee Strasberg nói rằng tôi thật sự có tài năng. Đó là người đầu tiên- ngoài cha tôi nói với tôi như thế- rằng tôi diễn xuất rất tuyệt vời. Điều đó đã thay đổi cả cuộc đời tôi, tôi nằm ngủ và mơ về diễn xuất, tôi thức dậy và nghĩ về diễn xuất. Nó như đã bước vào cuộc sống của tôi."

### Những năm 1960s

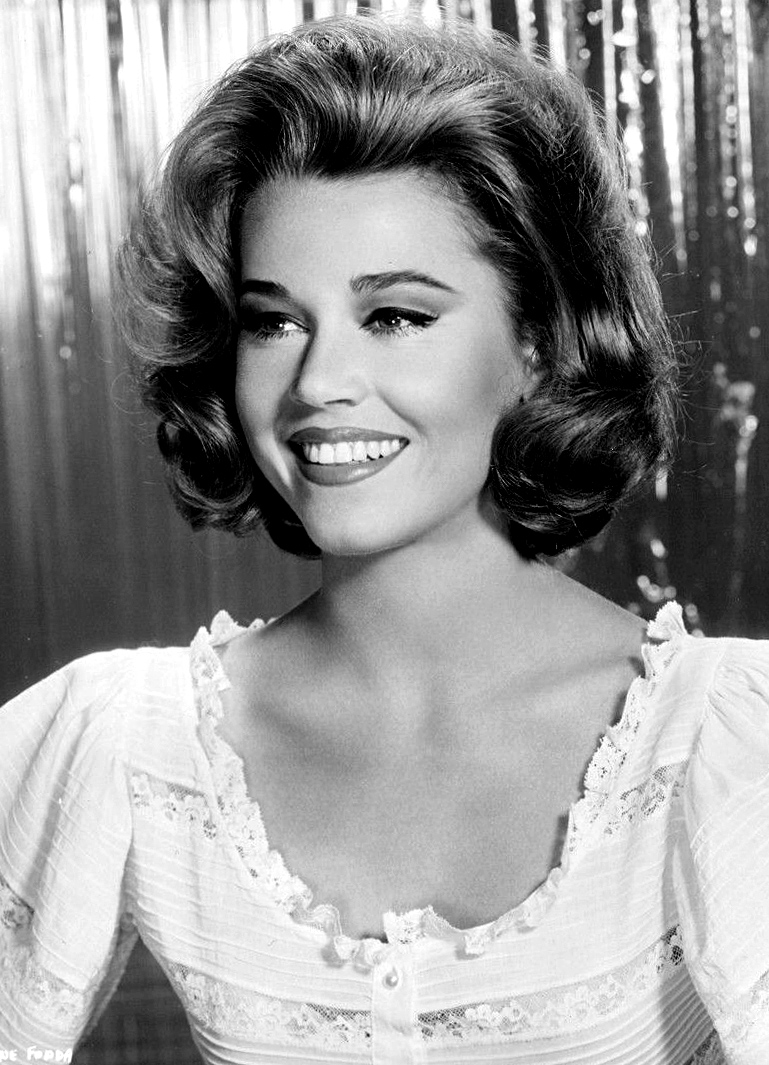
Jane Fonda vào năm 1963

Những vở kịch trên sân khấu vào cuối những năm 1950s đã tạo nên nền tảng vững chắc cho sự nghiệp điện ảnh của Bà trong những năm 1960s. Bình quân Bà góp mặt trong 2 bộ phim mỗi năm trong suốt thập kỉ này. Bắt đầu từ năm 1960, với phim Tall Story. Trong phim bà vào vai một cô hoạt náo viên đại học theo đuổi một chàng trai bóng bổ, do Anthony Perkins thủ vai. Period of Adjustment và Walk on the Wild Side trong năm 1962. Trong phim Walk on the Wild Side, Fonda vào vai cô gái điếm. Vai diễn này đã mang lại cho Bà một giải Quả cầu vàng ở hạng mục Ngôi sao nữ mới trong năm.
Năm 1963, Bà xuất hiện trên tờ báo Sunday in New York, Newsday; họ ca ngợi bà là "người đẹp nhất và tài năng nhất trong số những diễn viên trẻ". Tuy nhiên, cũng xuất hiện một vài lời đồn không hay về bà cùng năm đó.  Harvard Lampoon mỉa mai bà là "Diễn viên tệ nhất của năm" theo trang The Chapman Report. Sự nghiệp của Fonda sang bước ngoặt mới với bộ phim Cat Ballou (1965), trong phim bà vào vai một cô giáo sống ngoài vòng pháp luật. Bộ phim hài này nhận được 5 đề cử giải Oscar và nằm trong top 10 bộ phim ăn khách nhất tại các phòng vé năm đó. Bộ phim trở nên nổi tiếng và đưa tên tuổi Fonda lên hàng ngôi sao. Các bộ phim ra mắt sau đó gồm có: Any Wednesday (1966) và Barefoot in the Park (1967) đóng cặp với Robert Redford.
Năm 1968, Bà vào vai chính trong phim nói về đề tài khoa học viễn tưởng Barbarella, khán giả ví bà như một biểu tượng sex. Ngược lại, với phim They Shoot Horses, Don't They? (1969), được đông đảo công chúng đón nhận, bộ phim mang về cho Fonda đề cử Oscar đầu tiên trong sự nghiệp. Fonda bắt đầu chắt lọc vai diễn vào những năm cuối của thập niên 1960, khi bà từ chối vai chính trong phim Rosemary's Baby và Bonnie and Clyde để chọn Mia Farrow và Faye Dunaway.

### Những năm 1970s
Năm 1971, Fonda giành được tượng vàng Oscar đầu tiên cho hạng mục Diễn viên nữ chính xuất sắc nhất, vai diễn gái mại dâm trong Klute một lần nữa giúp bà tỏa sáng. Vai diễn này cũng giúp bà giành được giải Quả cầu vàng cùng năm đó.
Năm 1978, Fonda một lần nữa được vinh danh tại Oscar với phim Coming Home cũng với hạng mục Nữ diễn viên chính xuất sắc nhất. Nội dung phim kể về hậu quả tại chiến tranh ở Việt Nam, về cuộc sống khó khắc của những người cựu chiến binh trong quá trình trở lại cuộc sống bình thường.
Giai đoạn giữa Klute (1971) và Fun With Dick and Jane (1977), những bộ phim ra mắt trong thời gian này của Fonda thật sự không mang lại nhiều thành công. Nhiều ý kiến cho rằng tư tưởng về chính trị đã ảnh hưởng ít nhiều đến sự nghiệp của bà. Trong bài phỏng vấn bà có trả lời rằng: " tôi không thể nói rằng tôi bị đưa vào danh sách đen, nhưng tôi đã được liệt tên vào đó". Tuy nhiên trong cuốn tự truyện 2005, My Life So Far, Fonda lại viết rằng: "Sự nghiệp của tôi đã bị phá hủy bởi những hành động chống lại chiến tranh, nhưng sau khi chiến tranh kết thúc, sự nghiệp của tôi còn lâu mới bị phá hủy. Nó mang trong mình một sức sống mới và phát triển rực rỡ hơn trước."
Năm 1972, Fonda vào vai nữ phóng viên cùng với Yves Montand trong Tout Va Bien.Thực hiện bởi hai đạo diễn Jean-Luc Godard và Jean-Pierre Gorin. Hai người này sau đó đã thực hiện phim ngắn Letter to Jane, một bộ phim nói về bức ảnh duy nhất của Fonda ở chụp Việt Nam.
Năm 1977, Thông qua công ty sản xuất của mình,  IPC Films, Fonda bắt tay sản xuất một bộ phim hài đưa tên của bà trở lại Fun With Dick and Jane bộ phim đánh dấu sự trở lại của Fonda trên màn ảnh rộng. Cùng năm đó, Fonda vào vai nhà biên kịch Lillian Hellman trong Julia và nhận được đánh giá tích cự của giới chuyên môn. Bộ phim mang về cho Fonda giải BAFTA và Quả cầu vàng hạng mục Nữ diễn viên chính xuất sắc nhất, cùng 1 đề cử Oscar. Năm 1979, Fonda giành được một giải Quả cầu vàng nữa với The China Syndrome, bộ phim xoay quanh một tai nạn ở nhà máy điện hạt nhân. Cùng năm đó, Fonda tiếp tục ra mắt The Electric Horseman đóng cùng với Robert Redford.

### Những năm 1980s.
Năm 1980, Fonda vào vài chính trong 9 to 5 cùng với Lily Tomlin và Dolly Parton. Bộ phim cực kì thành công và đem về doanh thu khổng lồ từ các phòng vé là 103.290.500 đô la. Trở thành bộ phim ăn khách thứ 2 trong năm đó. Fonda đã từ lâu muốn được hợp tác chung với cha bà, hi vọng xóa bỏ được những mâu thuẫn trước đó trong mối quan hệ của họ. Cô đạt được mong muốn này khi mua thành công bản quyền On Golden Pond, giành tặng đặc biệt cho cha mình. On Golden Pond giúp cho cha của bà Henry Fonda giành được giải Oscar đầu tiên trong sự nghiệp. Tuy nhiên sau đó ông bị bệnh nặng và qua đời 5 tháng sau đó.
Cái tên Jane Fonda tiếp tục phủ sóng dày đặc những năm 1980, giành được giải Emmy Award for Outstanding Lead Actress  năm 1984 với bộ phim The Dollmaker, đóng vai chính Dr. Martha Livingston trong Agnes of God (1985), được đề cử giải Oscar cho Nữ diễn viên chính xuất sắc cho vai diễn nghi phạm giết người do chất kích thích trong phim kinh dị The Morning After (1988). Fonda kết thúc một thập kỉ thành công với phim Old Gringo, tiếp theo là bộ drama lãng mạn Stanley & Iris (1990) với Robert De Niro. Cũng là bộ phim cuối cùng của bà trong 15 năm.

#### Video thể dục dụng cụ
Fonda thường xuyên luyện múa để giữ cho thân hình cân đối trong nhiều năm liền. Tuy nhiên trong quá trình quay phim The China Syndrome, bà bị gãy chân và từ đó không thể luyện múa được nữa. Để bù lại, bà tham gian các khóa tập thể dục dụng cụ tăng cường với dự hướng dẫn của Leni Cazden. Loại hình thể thao cực hot trong giới trẻ lấy bấy giờ, sau đó đến giới trung niên. Fonda quyết định phát hành loạt video hướng dẫn thể dục dụng cụ, Jane Fonda's Workout. Lấy cảm hứng từ cuốn sách bán chạy Jane Fonda's Workout Book. Jane Fonda's Workout trở thành video bán chạy nhất trong nhiều năm sau đó, con số lên đến hàng triệu bản. Tính đến nay Fonda phát hành 23 video thể dục dụng cụ, tổng số tiêu thụ lên đến 17 triệu bản. Nhiều hơn bất kì series hướng dẫn nào khác. Bà cũng phát hàng 5 cuốn sách và 13 audio hướng dẫn khác xuyên suốt đến năm 1995. Mười lăm năm sau đó, bà phát hành DVD thể dục vào năm 2010, mục tiêu hướng đến là người cao tuổi.

### Nghỉ hưu và tái xuất.

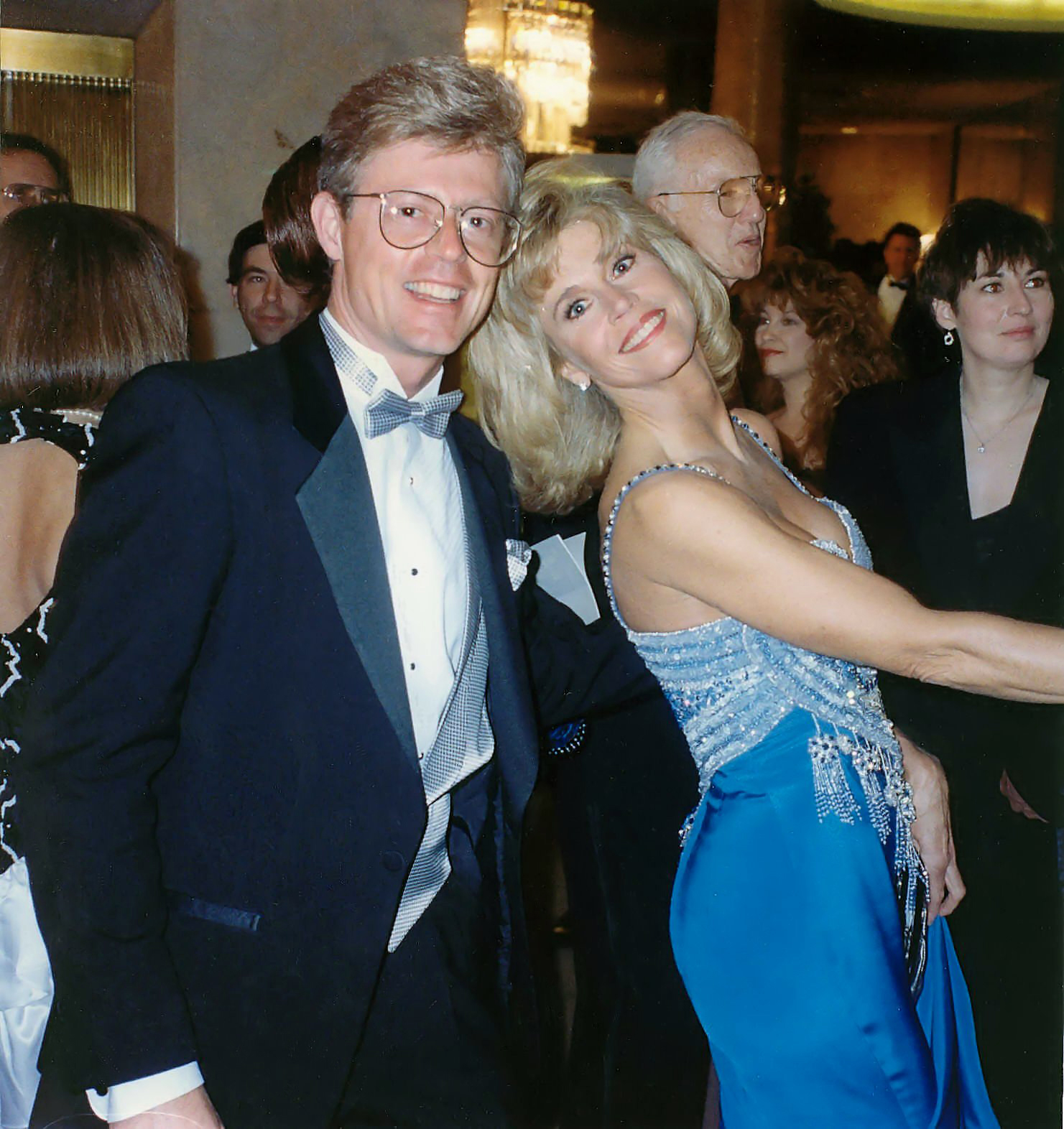
Jane Fonda trong hành lang của nhà hát ngay sau khi kết thúc buổi truyền hình trực tiếp lễ trao giải Oscar lần thứ 62.

Vào đầu những năm 1990, sau ba thập kỉ diễn xuất, Fonda thông báo nghỉ hưu và rút khỏi ngành công nghiệp điện ảnh.
Năm 2005, bà trở lại màn ảnh với bộ phim Monster-in-Law, đóng cùng với Jennifer Lopez. Hai năm sau, bà đóng vai phụ cho một bộ phim truyền hình dài tập Georgia Rule, đóng cùng với Felicity Huffman và Lindsay Lohan.
Năm 2009, bà quay trở lại sân khấu Roadway kể từ lần đầu tiên năm 1963, thể hiện vai Katherine Brandt trong vở 33 Variations của nhà văn Moisés Kaufman. Vai diễn giúp bà nhận được một đề cử Tony Awards cho hạng mục Best Performance by a Leading Actress in a Play.
Fonda quay bộ phim thứ hai của bà ở Pháp, trước đó bà từng làm host trong một phim truyền hình dài tập mang tên All Together (2011). Cùng năm đó, bà đóng chung với Catherine Keener trong Peace, Love and Misunderstanding, bà thủ vai một bà ngoại vui tính. Năm 2012, Fonda nhận vai diễn cố định Leona Lansing, 1 CEO của một công ty truyền thông lớn trong loat series phim The Newsroom do HBO sản xuất. Vai diễn của bà xuyên suốt 3 mùa của loạt phim này, giúp bà nhận 2 đề cử Emmy cho hạng mục Outstanding Guest Actress in a Drama Series.
Năm 2013, Fonda có một vai diễn nhỏ trong The Butler, trong phim bà vào vai đệ nhất phu nhân Nancy Reagan. Bà đã có nhiều dự án phim trong nhiều năm nay, xuất hiện trong phim hài Better Living Through Chemistry và This is Where I Leave You. Bà cũng tham gia lồng tiếng cho một nhân vật trong The Simpsons. Vào vai diva Paolo Sorrentino's trong Youth (2015). Bộ phim tiếp theo sắp ra mắt của bà là Fathers and Daughters đóng cùng với Russell Crowe.

## Hoạt động chính trị

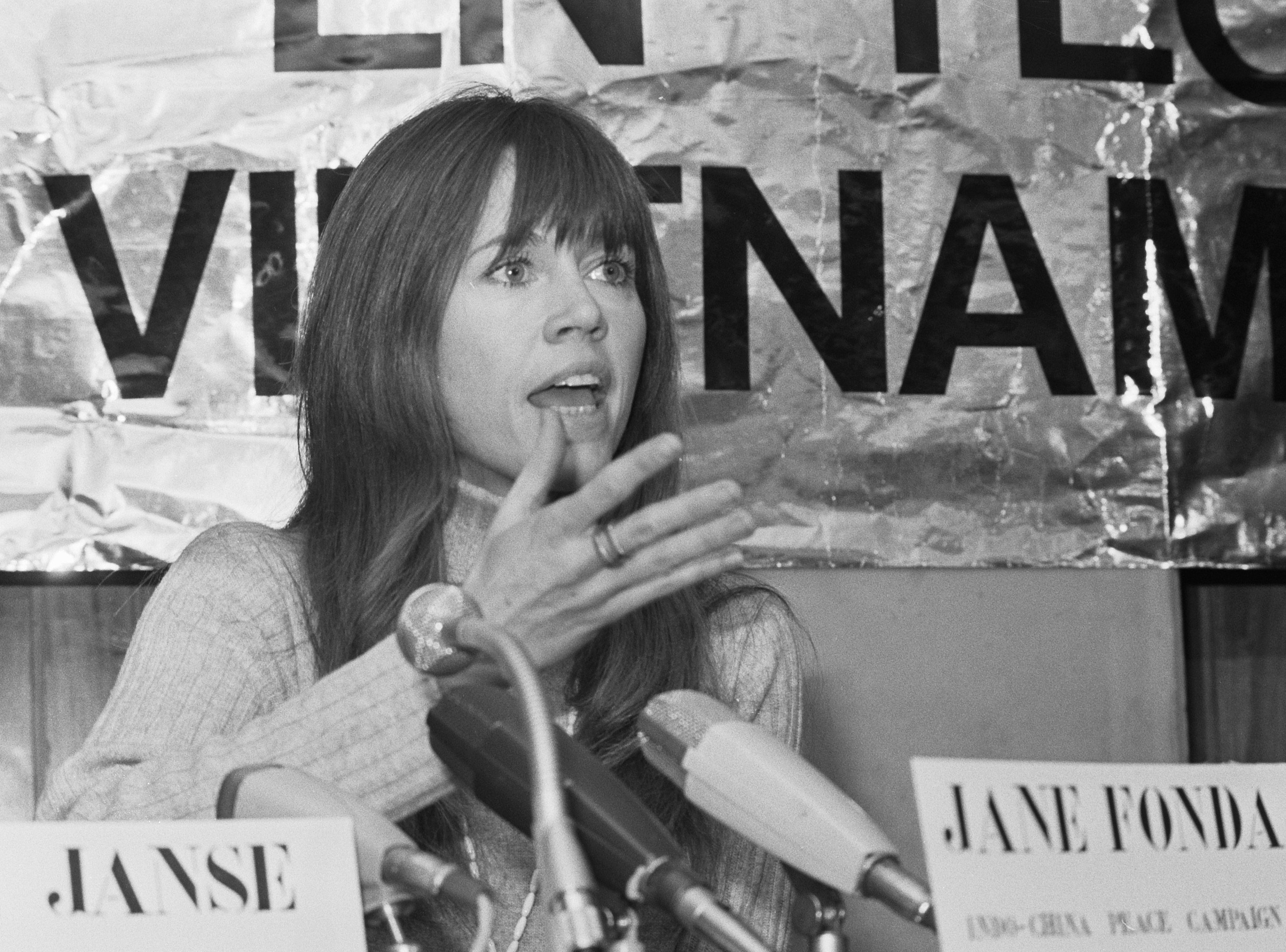
Fonda tại một hội nghị chống chiến tranh ở Việt Nam tại Hà Lan vào tháng 1 năm 1975

Fonda là một trong những diễn viên Mỹ tiên phong trong phong trào phản đối Chiến tranh Việt Nam có sự tham gia của Hoa Kỳ, và từng có mặt tại Hà Nội để bày tỏ sự phản chiến trong giai đoạn Không quân Hoa Kỳ đang mở chiến dịch ném bom dữ dội vào thành phố này. Khi Hoa Kỳ đang phát động chiến dịch ném bom, Jane Fonda đã một mình đến Việt Nam và lưu trú tại khách sạn Thống Nhất (nay là khách sạn Sofitel Legend Metropole Hà Nội). Hai tuần ở Việt Nam, Jane Fonde đã đi thăm Bệnh viện Bạch Mai, khu Trương Định, nhà trẻ 20/10, một số trận địa pháo của phía Việt Nam...Sau này Fonda đã nhiều lần thừa nhận sai lầm và xin lỗi các cựu chiến binh Mỹ về bức hình chụp bà ngồi trên nòng súng phòng không của quân đội Việt Nam Dân chủ Cộng hòa trong chuyến thăm Hà Nội đầy tranh cãi của bà.
Ngày cuối cùng tại Hà Nội, Jane Fonda xuất hiện trước làn sóng Đài phát thanh Tiếng nói Việt Nam nói về ấn tượng hai tuần lễ tại Việt Nam. Bà đã đi thăm nhiều nơi, nói chuyện với nhiều tầng lớp nhân dân, thậm chí bà còn được xem trình diễn đoạn trích vở kịch "All My Son" (Tất cả đều là con tôi) của Arthur Miller nói về sự tàn khốc của chiến tranh. "Tôi thực sự xúc động bởi các diễn viên người Việt trình diễn vở kịch Mỹ khi chính Mỹ đang thả bom xuống đất nước của họ", Jane Fonda trải lòng trước dư luận. Jane Fonda nhớ mãi lần từ Nam Định về Hà Nội đã phải xuống hầm tránh bom cùng một bé gái khi máy bay Mỹ tấn công các mục tiêu dân sự mà người Mỹ gọi là mục tiêu nguy hiểm, như trường học, bệnh viện, chùa chiền hay hệ thống đê điều, giao thông. "Nixon tuyên bố với người dân, nước Mỹ đang đi đến kết thúc cuộc chiến nhưng những đổ nát trên đường phố Nam Định là bằng chứng nói dối trơ trẽn. Chiến tranh dù xảy ra tại Việt Nam nhưng thảm kịch chính là ở nước Mỹ. Tôi nghĩ Richard Nixon nên đọc lịch sử Việt Nam, đặc biệt là thi ca, và đặc biệt hơn nữa là thơ của Hồ Chí Minh", Jane Fonda nói trên đài phát thanh Hà Nội.
Lời phát biểu của Jane Fonda được phía Mỹ biện minh là hành động do tuổi trẻ bồng bột, nhưng khi đến Hà Nội Jane Fonda đã bước sang tuổi 34. Thậm chí còn có quan điểm cho rằng Jane Fonda là người của phía bên kia. Có người kín kẽ thì cho rằng, Jane Fonda từng tham gia các hoạt động phản chiến từ năm 1967, từng có mặt trong các cuộc biểu tình, xuống đường, tham gia các chương trình truyền thanh cổ súy cho việc chống chiến tranh nên có dịp tiếp xúc nhiều với những người cộng sản, nhất là trong thời gian sống tại Pháp cùng người chồng đầu tiên, đạo diễn Roger Vadim nên hiểu rõ những điều chính nghĩa mà những người cộng sản đang làm.

## Phát hành sách

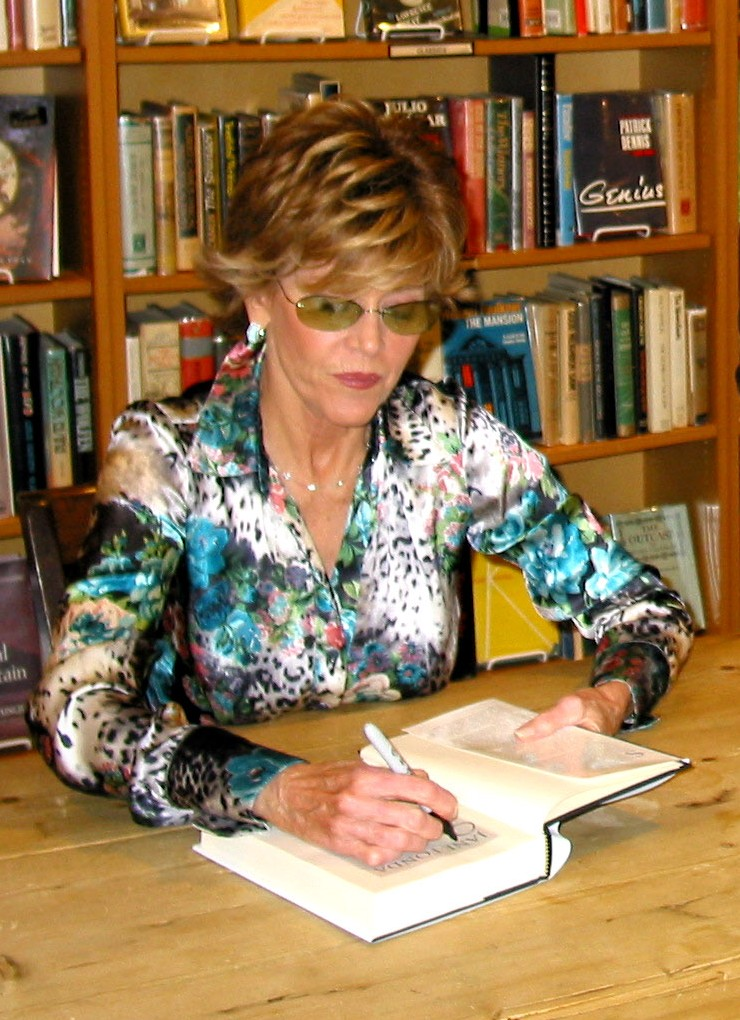
Jane Fonda tại một buổi ký tặng sách, 2005

Ngày 5 tháng 4 năm 2005, Random House phát hành cuốn tự truyện của Fonda mang tên My Life So Far. Trong cuốn tự truyện này, bà miêu tả cuộc sống của mình là ba cuộc hành trình dài, trong đó mốc thứ ba mang tên "act" là thời điểm quan trọng nhất. Vì nó gắn liền với đời sống Kito giáo, những quan điểm sống mà bà sẽ ghi nhớ suốt cuộc đời này.
Tự truyển của Fonda đón nhận khá tốt từ các nhà phê bình. Tờ Washington miêu tả nó "thú vị và sống động như cuộc đời của Jane Fonda", tờ The New York Times nhận xét cuốn sách như:"achingly poignant".
Vào tháng 1/2009, Fonda thành lập một trong Blog kể về những cảm xúc khi bà quay trở lại sân khấu Roadway, các bài viết gồm nhiều mục khác nhau.Từ lớp học Pilates từng khiến bà sợ hãi, đến những phấn khích về vở kịch mới mà bà tham gia. Bà cũng có một tài khoản Twitter và một Fanpage Facebook. Năm 2011, bà xuất bản cuốn sách Prime Time: Love, health, sex, fitness, friendship, spirit—making the most of all of your life, cuốn sách cung cấp những câu chuyện về cuộc sống riêng tư của bà, hoặc từ những người khác, làm thế nào để sống tốt hơn trong những năm bà gọi là "quan trọng" từ 45 - 50 tuổi, và đặc biệt là độ tuổi 60 và cao hơn nữa.

## Đời sống riêng tư

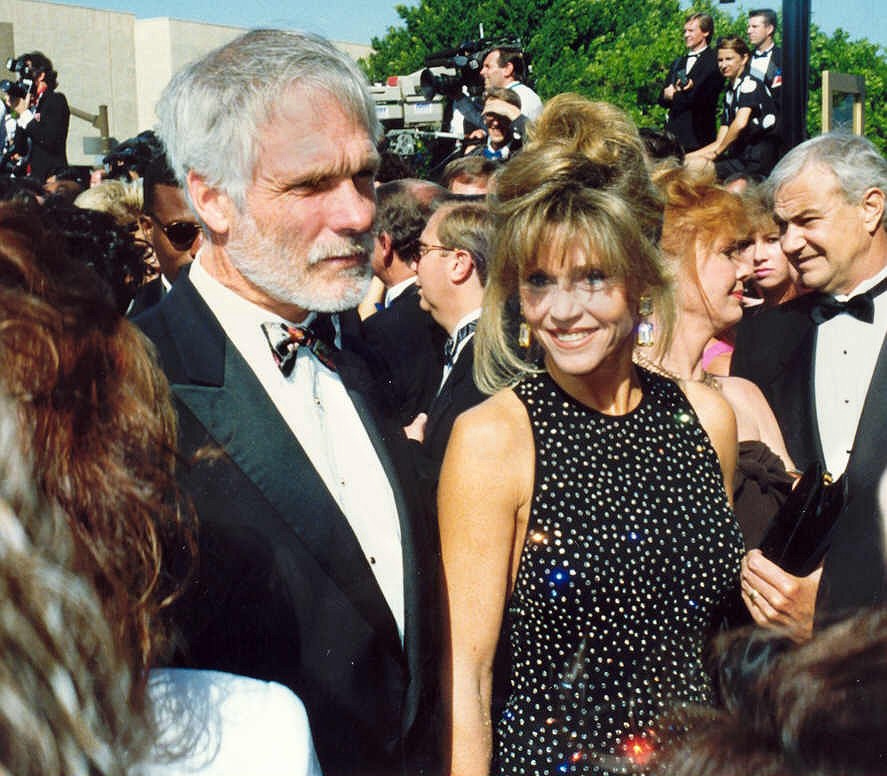
Fonda và Turner tại thảm đỏ giải Emmy Awards năm 1992

Fonda kết hôn với vị hôn phu đầu tiên, đạo diễn người Pháp Roger Vadim, vào ngày 14 tháng 8 năm 1965, tại khách sạn Dunes Hotel, Las Vegas. Cả hai có một người con gái tên Vanessa, sinh ngày 28 tháng 9 năm 1968 tại Paris, Pháp và tên của cô gái được đặt theo diễn viên - nhà hoạt động Vanessa Redgrave.
Vào ngày 19 tháng 1 năm 1973, chỉ ba ngày sau khi ly hôn Roger Vadim ở Santo Domingo, Fonda kết hôn với hôn phu thứ 2 là Tom Hayden tại một bữa tiệc tư gia ở Laurel Canyon. Con trai của họ,  Troy O'Donovan Garity, sinh ngày 7 tháng 7 năm 1973 tại Los Angeles. Fonda và Hayden muốn tên của cậu con trai mang một cái tên " vừa Việt Nam vừa Mỹ" nên đặt là "Troy" tiếng Việt là "Trỗi". Hayden chọn tên đệm là "O'Donovan" giống với tên cuộc cách mạng Jeremiah O'Donovan Rossa.
Năm 1982, Fonda và Hayden nhận nuôi một đứa trẻ gốc phi và đặt tên là Mary Luana Williams (được gọi là Lulu). Fonda và Hayden đã ly hôn vào ngày 10 tháng 6 năm 1990 tại Santa Monica.
Fonda kết hôn với ông trùm ngành truyền thông Ted Turner, người sáng lập ra CNN vào ngày 21 tháng 12 năm 1991, tại một trang trại gần Capps, Florida. Cặp đôi ly dị vào ngày 22 tháng 5 năm 2001 tại Atlanta, Georgia.
Từ năm 2009, Fonda có mối quan hệ thân thiết với nhà sản xuất Richard Perry.
Fonda lúc nhỏ là người vô thần, nhưng chuyển sang đạo Thiên Chúa giáo vào đầu những năm 2000. Được chẩn đoán mắc bệnh ung thư vú, Fonda đã trải qua phẫu thuật cắt bỏ khối u trong tháng 11 năm 2010, và đã hồi phục.